# Grenache Noir

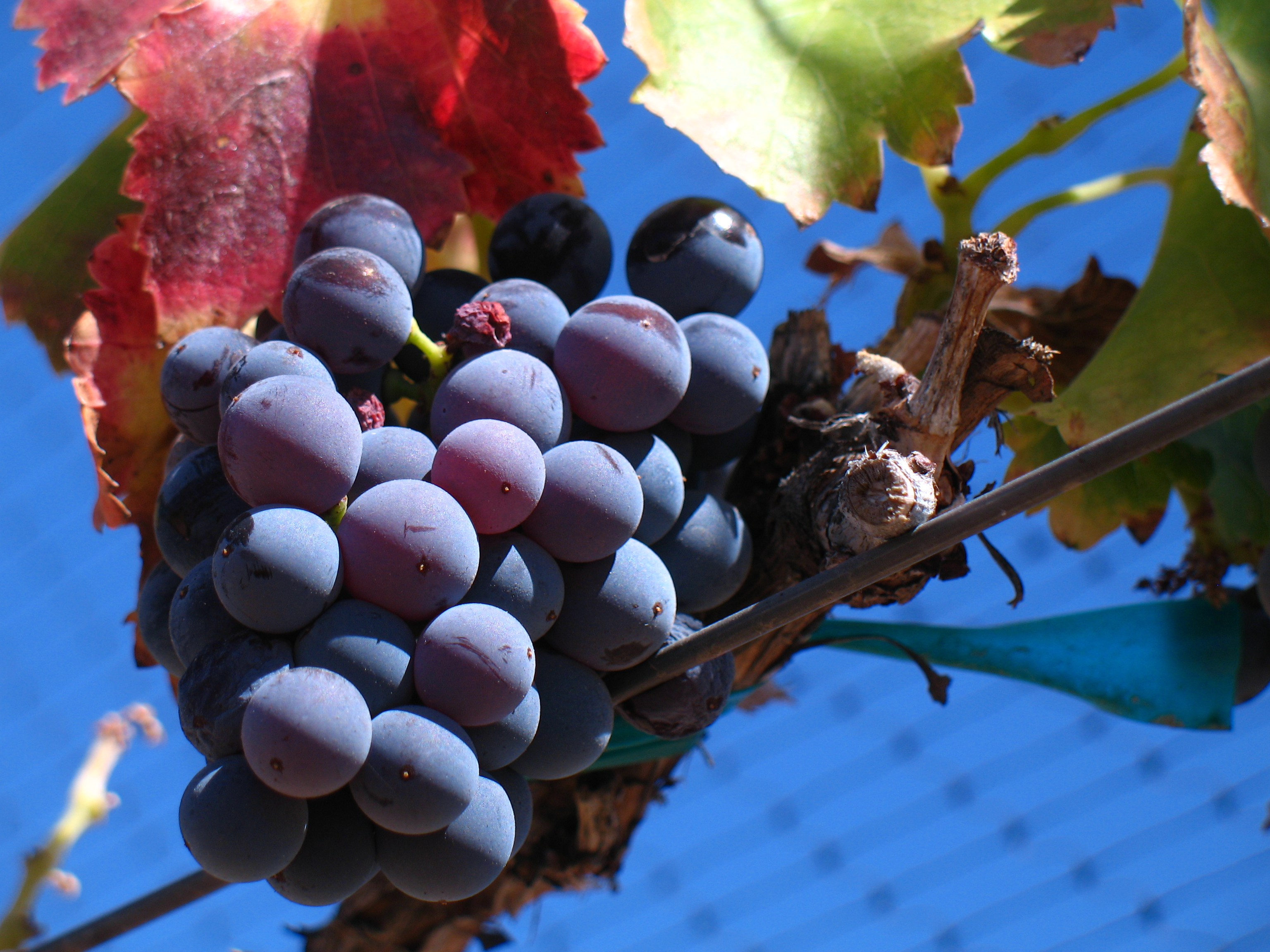
Grenache Noir

Grenache noir is een blauw druivenras dat wordt gebruikt voor wijnproductie. De druif komt oorspronkelijk uit Spanje, waar ze garnacha wordt genoemd.

## Kenmerken
De druif heeft een dunne schil met weinig kleur en is daarom zeer geschikt voor het maken van goede roséwijnen. Bovendien kan ze lang rijpen, waardoor vaak een hoog suikergehalte gehaald wordt. Het resultaat is vaak een sterke, fruitige, bijna zoete, op port gelijkende wijn.

## Gebruik
De druif wordt af en toe gemengd met andere druivensoorten. In Frankrijk vindt men ze in de Rhônewijnen, onder andere in Châteauneuf-du-Pape. In het Spaanse Riojagebied wordt ze vooral gemengd met de tempranillo-druif.

## Gebieden
De grenache groeit goed in warme en droge gebieden. Daarom vindt men ze in Zuid-Frankrijk, Spanje, Zuid-Amerika en Californië. Deze druif is wereldwijd de meest gecultiveerde soort voor de productie van rode wijn.

## Synoniemen
- cannonau, op Sardinië
- garnacha, de Spaanse naam
- garnatxa, de Catalaanse naam
- grenache noir, de officiële naam